# 新光產物保險
新光產物保險（簡稱新光產險、新光產物、新產），於1963年由新光集團主要創辦人吳火獅先生創立，後由其二子吳東賢家族主導經營，曾獲保險信望愛獎之「最佳保險專業獎」、「最佳社會責任獎」、「最佳商品創新獎」以及臺灣保險卓越獎之「風險管理」、「人才培訓」、「保戶服務」、「公益關懷」、「商品創意」等多項大獎肯定，為台灣著名產物保險公司。
需注意的是，新光集團旗下擁有眾多金融事業，但非所有金融業公司都隸屬於台新新光金控，如新光產險及新光證券雖名為新光，僅屬於集團成員但非金控成員。

## 歷史沿革
- 1962年11月5日，中華民國財政部「台財錢發字第07364號通知」核准籌設「遠東產物保險股份有限公司」，籌備處設於台北市太原路35號。
- 1963年3月2日，於台北中國大飯店召開創立股東會，選任謝東閔為董事長兼總經理、吳火獅為副董事長。
- 1963年3月27日，財政部「台財錢發字第01919號通知」核准公司更名為「新光產物保險股份有限公司」。
- 1981年10月19日，選任吳東賢為董事長。
- 2000年5年22日，於臺灣證券交易所股票上市，股票代碼2850，上市價格新台幣27.5元。
- 2009年6月26日，選任吳東賢之子吳昕紘為董事長。
- 2013年5月1日，新光產物保險創業五十週年紀念日。
- 2015年3月26日，聘任何英蘭為總經理。
- 2020年12月31日，全年簽單保費新台幣二百億。
- 2023年5月1日，新光產物保險創業六十週年紀念日。

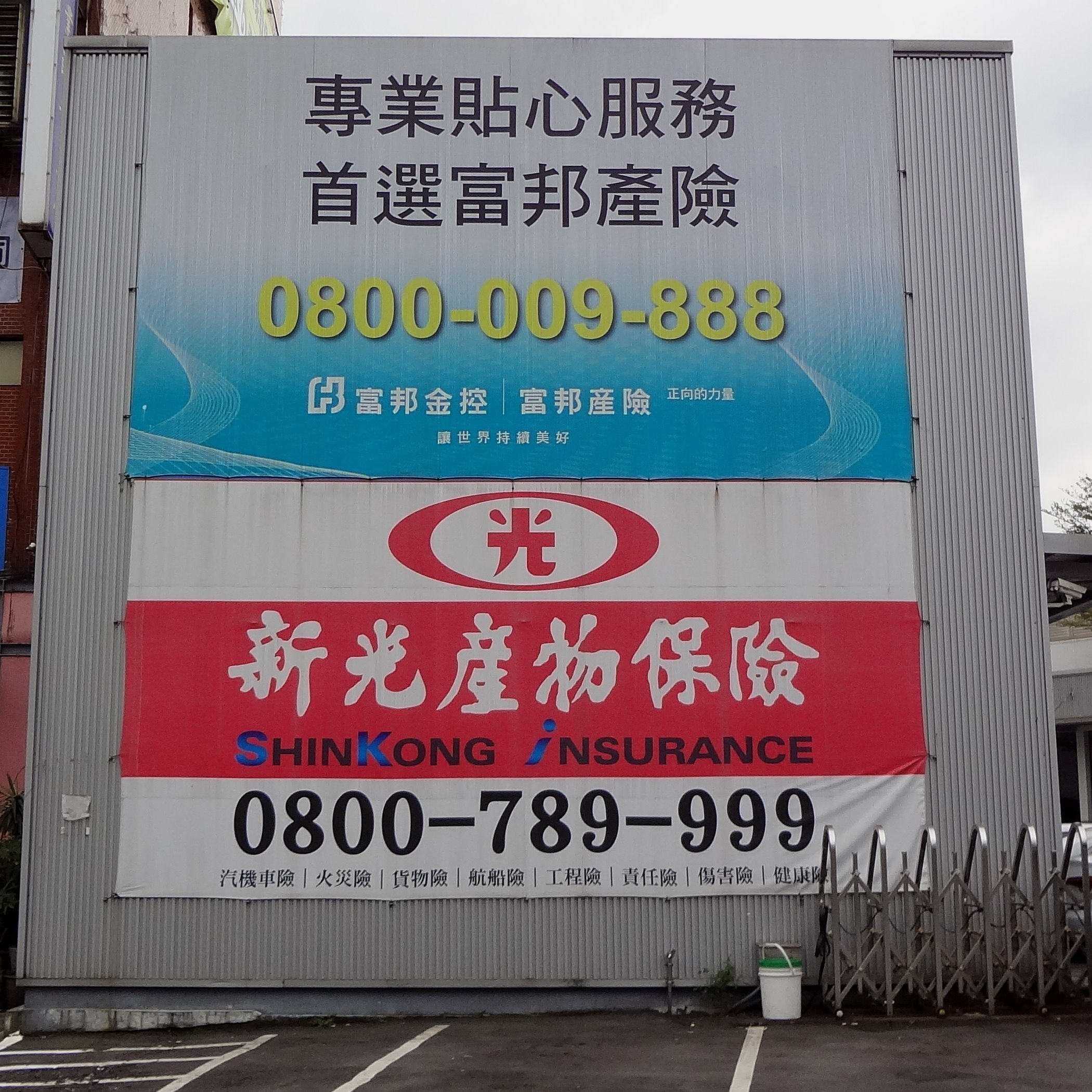
新光產物保險廣告
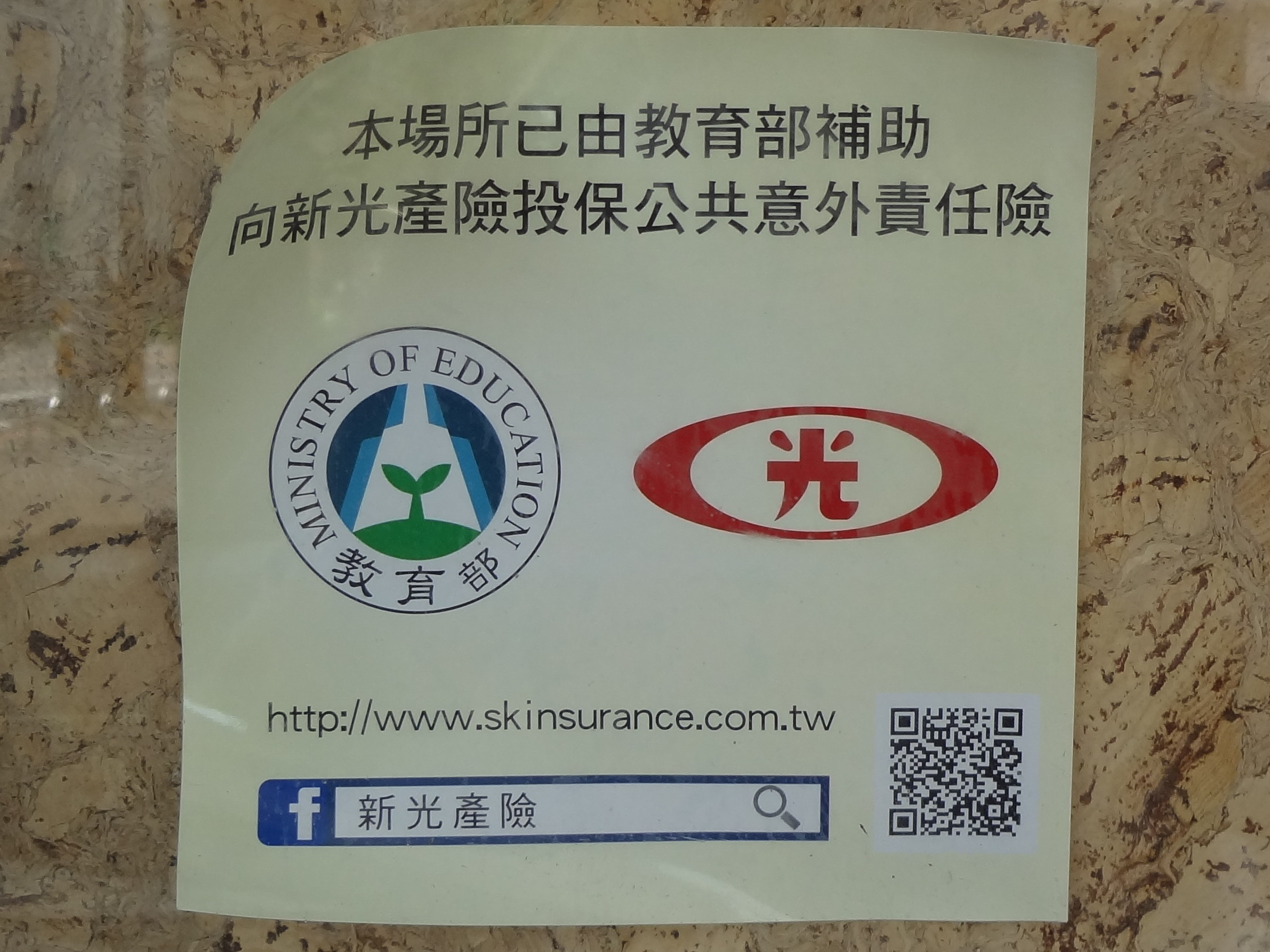
投保場所標語貼紙
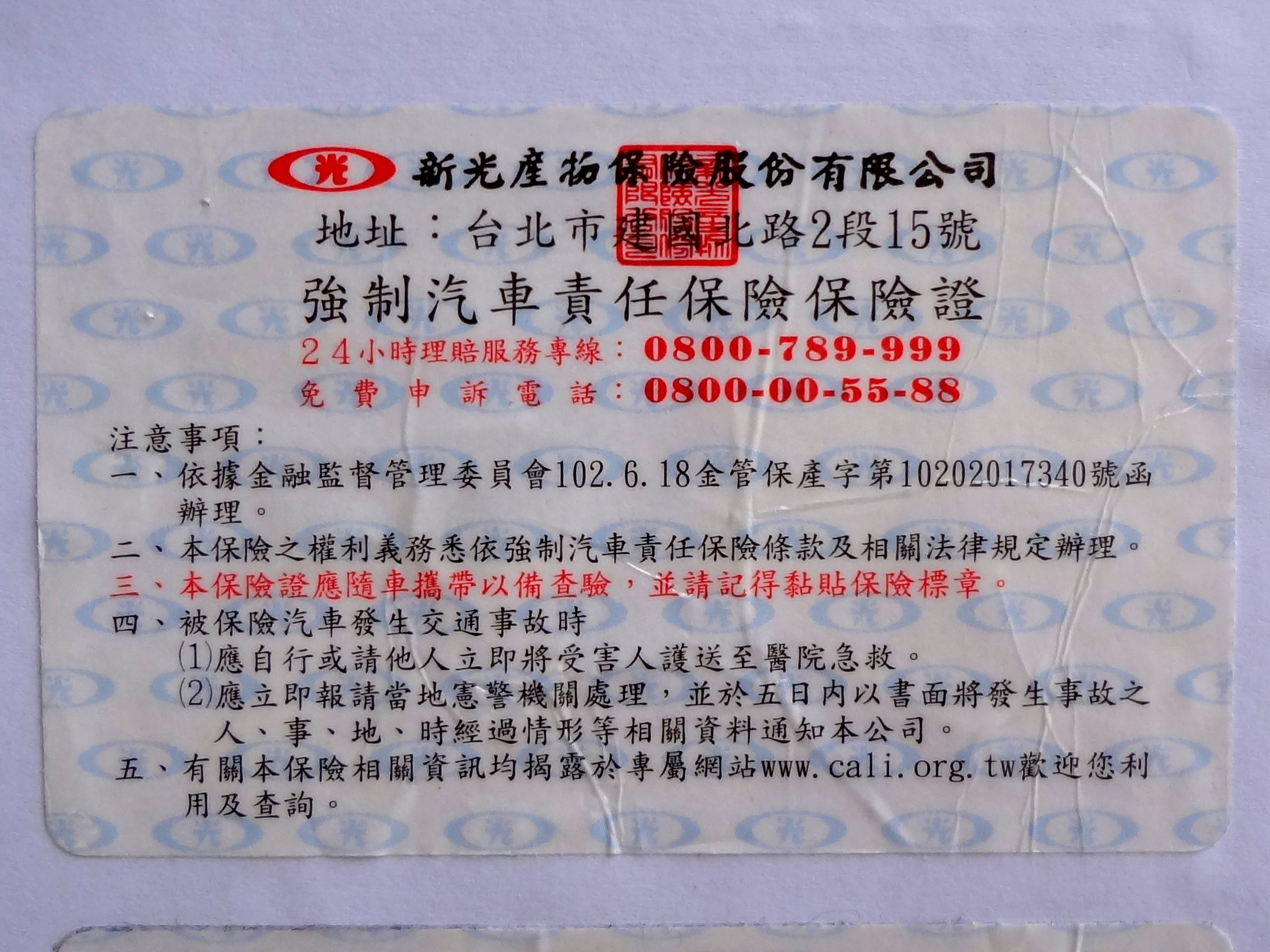
強制汽車保險證
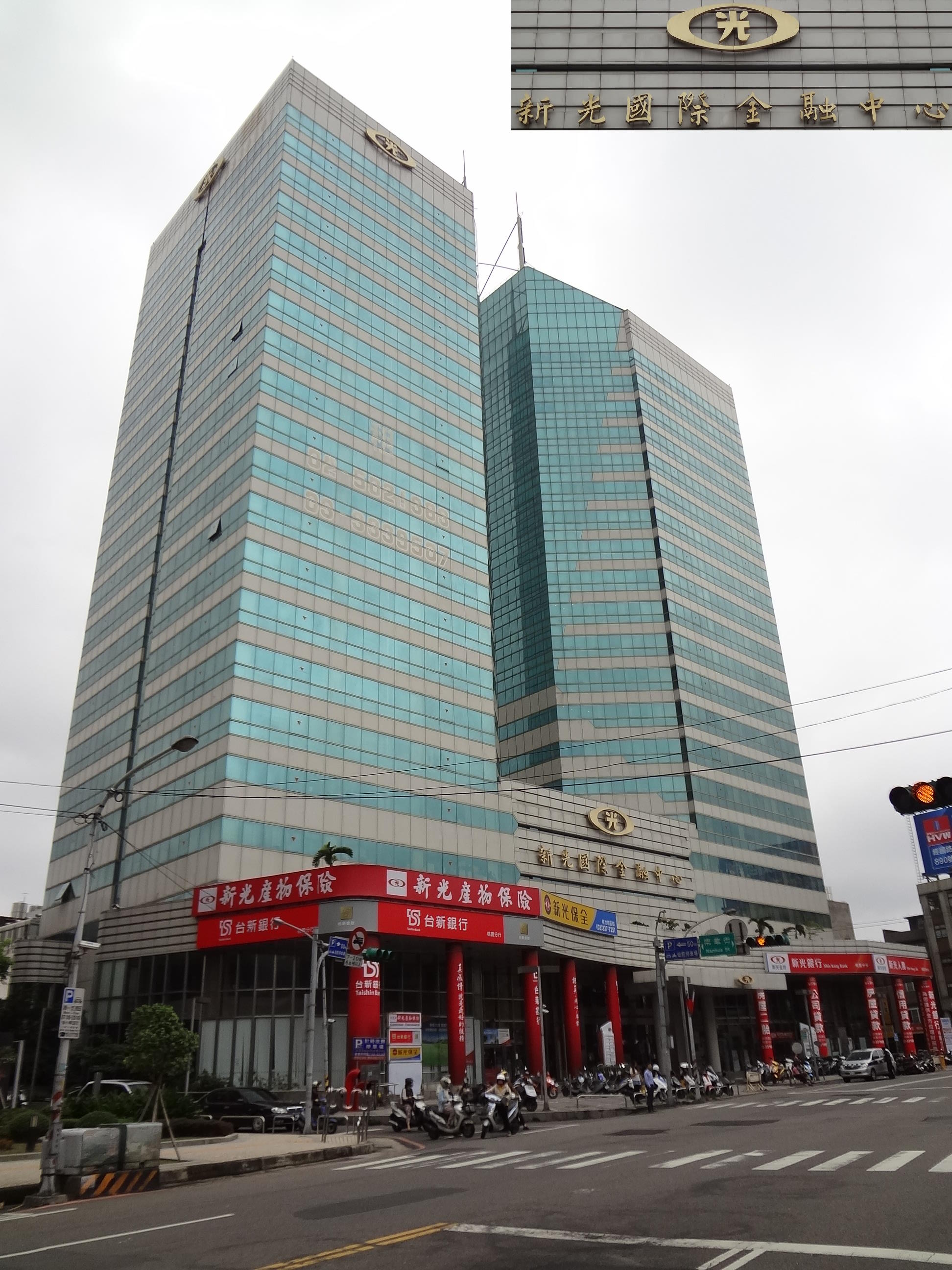
桃園的新光國際 金融中心

## 外部連結
- 新光產物保險 （页面存档备份，存于）
- 新光產險FB粉絲團 （页面存档备份，存于）
- 新光產險網路投保SK858 （页面存档备份，存于）